# Società Ginnastica Marziale di Mestre
La Società Ginnastica Marziale era una società di ginnastica e scherma italiana, con sede a Mestre (comune autonomo divenuto parte della città di Venezia nel 1926). È, inoltre, considerata la prima realtà calcistica di Mestre, in quanto al suo interno si cominciò a praticare la disciplina del football sin dal 1892, la quale divenne sezione ufficiale nel 1904.

## Il nome
La Società di Ginnastica Marziale Mestre prende il nome del primo cantore di giochi, Marco Valerio Marziale (Augusta Bilbilis, 1º marzo 38 o 41 – Augusta Bilbilis, 104), comunemente ritenuto il più importante epigrammista in lingua latina.

## Storia

### Ginnastica e Scherma
La prima notizia di attività ginniche sportive in Mestre risale a domenica 19 giugno 1870 quando si svolse a scopo di beneficenza presso il Teatro Garibaldi in Piazza Maggiore (oggi piazza Erminio Ferretto) un'"Accademia di scherma" organizzata dai fratelli veneziani Pietro ed Alberto Coda che portarono i loro atleti a Mestre per l'esibizione.
La Marziale fu fondata a Mestre nel 1878 (su input di Costantino Reyer) dal sindaco Napoleone Ticozzi e dal sovrintendente scolastico Guglielmo Berchet. La denominazione ufficiale del nuovo sodalizio fu "Palestra Marziale Veneta - sezione di Mestre" e successivamente divenne semplicemente "Palestra Marziale di Mestre".
La Marziale parteciperà al "Concorso Interprovinciale Ginnastico" e alla "Gara Nazionale dei Giuochi Ginnastici" di Treviso dal 6 all'8 settembre 1896 dove sarà l'unica a presentarsi con le fanfare, e sarà premiata con la "medaglia grande d'argento" per le bandiere e con la "corona di quercia" per la palla vibrata. Si piazzerà inoltre al 2º posto nel "premio speciale di incoraggiamento per numero e distanza", dietro la Società Ginnastica di Udine.

### Calcio
Negli anni 1885-90 e successivi nel porto di Venezia ormeggiavano anche le navi inglesi, i cui ufficiali non trovando dimora nella sovraffollatissima città, soggiornavano nella vicina Mestre. Proprio a Mestre vi giocavano a calcio (attività non ufficiali, a partire dal 1889-90) ed insegnarono tale gioco ai residenti mestrini, che a loro volta nel 1894 lo faranno conoscere a Francesco Gabrielli che nel 1895 scriverà il noto libro sul "calcio scolastico".
Il calcio a Mestre nasce quindi nel 1889, e dopo 3 anni di partite miste tra pionieri mestrini e gli ufficiali inglesi, nel 1892 ha inizio l'attività calcistica della Marziale che vuole organizzare la prima partita ufficiale calcistica italiana, che doveva essere Palestra Marziale Mestre-Società Udinese di Ginnastica e Scherma (squadre fornite entrambe dalla Marziale, gli udinesi nel 1892 non conoscevano ancora il calcio, ma eran d'accordo a far la partita e dando il nome ad una delle 2 squadre), e le due società per l'organizzazione si rivolsero alla Società Veneziana di Ginnastica Costantino Reyer, che come prima nata (1872) si era autoproclamata capofila regionale dei giochi.
Pietro Gallo, presidente della Reyer, non capiva che gioco fosse il calcio, poiché al tempo non se ne parlava in alcun testo in Italia, e rinviò l'incontro a quando vi fosse stato "un qualcosa in più" sul tema.
Per tale partita da farsi (due partite, andata e ritorno) i mestrini nel 1893 acquistarono il terreno dello stadio Francesco Baracca e faranno 3 "campionati interni" (a quattro o ad otto squadre, gare di andata e ritorno, negli anni 1892-93, 1893-94 e 1894-95) tra le chiese mestrine per selezionare le due squadre finaliste che si dovevano appunto chiamare "Marziale Mestre" e "Società Udinese di Ginnastica e Scherma", "campionati" che furono mantenuti "segreti" (al di fuori di Mestre) per nascondere la commistione "Stato-Chiesa" che in quegli anni avrebbe creato scandalo, vista la "guerra" in atto tra le due entità (dalla Presa di Roma del 1870 e che durerà fino al 1909).
Però, nel 1895 gli udinesi fecero una propria squadra e sostituirono i mestrini con la Società Rodigina di Ginnastica Unione e Forza (Gabrielli, che aveva appunto conosciuto il calcio a Mestre nel 1894, l'aveva portato poi a Rovigo nella sua Società di Ginnastica) in una partita giocata a Roma davanti al Re.
Successivamente la Palestra Marziale provò a partecipare al primo campionato italiano di calcio ginnastico del 1896 a Treviso, fornendo anche tutti i giocatori per la squadra chiamata "Vittorio Veneto", ma nel Campionato dove fornì la "prima squadra", venne rimpiazzata nel nome da un altro club, il Pio Istituto Turazza (sul Registro Reyerino FGI apparve Turazza Treviso-Vittorio Veneto 2-0 e Società Udinese di Ginnastica e Scherma-Turazza Treviso 3-1). Alla Marziale furono promesse in cambio due partite ufficiali, ma la promessa reyerina (come già detto, capofila regionale dei giochi FGNI) era senza data, e passarono gli anni senza che venisse organizzata alcuna partita ufficiale mestrina (i mestrini però continuavano a giocare a calcio, fra loro, e anche con gli inglesi, come già detto).
Successivamente vi fu nel 1903 una partita col Milan al torneo Reyer (i giocatori della Marziale giocheranno col nome "Vicenza"), ed in quell'anno i mestrini si recheranno nella città berica ad istruire i vicentini sul calcio, facendo poi svolgere il torneo a 4 con Vicenza, Baggio, Cordellina e Schio.
Nel 1904 la Marziale fece un accordo con la Reyer Venezia fornendole la squadra per due partite, in cambio della quale avrebbe fatto poi le sue prime partite ufficiali (già promesse dal 1892 e poi 1896), ed i giocatori della Marziale col nome Reyer giocarono le due partite di finale del Campionato Veneto con il Vicenza (2-2 la prima e 4-2 per il Vicenza la seconda), ma la Reyer (capofila regionale FGNI) non mantenne i patti e non fece giocare le partite alla Marziale (rea di aver perso la seconda partita onde non voler andare alla semifinale FGNI di Firenze con l'Andrea Doria, poiché sarebbe stata una "terza partita", non concordata).
La fondazione ufficiale della sezione calcio della Palestra Marziale avvenne, quindi, nel 1904, come scritto da Sergio Barizza, mentre la prima partita ufficiale veneta della Marziale è datata 7 aprile 1907, al torneo Veneto FGI: al mattino le eliminatorie Marziale-Reyer 3-2 e Vicenza-Cesarano Padova 5-4 e al pomeriggio la finale contro il Vicenza (Vicenza-Marziale 4-1).
Tuttavia, nel dicembre 1907, in una travagliata assemblea congiunta con la Reyer Venezia, le due realtà sportive si fondono dando luogo al "Venezia Foot-Ball Club" che eredita i colori delle due società: l'azzurro della Marziale e il rosso della Reyer.

### Mestre F.C. 1909 e poi A.C. Mestre
Il calcio a Mestre rinascerà proprio grazie agli atleti ed alla dirigenza della disciolta Palestra Marziale.
Nel periodo 1908-1909 gli ex giocatori della Marziale si distingueranno in manifestazioni "circensi" svoltesi a Padova, dando vita alle squadre del "Mestre" e del "Dolo" (maglie azzurre per il Mestre, e granata per il Dolo, probabilmente entrambe le squadre formate da giocatori mestrini), mentre nel 1910 sempre gli ex uomini della Marziale contribuiranno alla fondazione del Padova al quale nel 1910 forniranno i giocatori nelle varie partite giocate da tale squadra.
La prima partita ufficiale del rifondato "Mestre Football Club 1909" sarà nel dicembre 1910 in un'amichevole con il nascituro Petrarca (1-6 giocata nel campo dei "Tre Pini").
Vista l'antichissima e particolare storia del calcio a Mestre con la Marziale (risalente al 1892, come già detto), dal 1908-09 la F.I.G.C. aveva fatto una speciale disposizione che avrebbe permesso al Mestre di debuttare direttamente in Prima Categoria dopo la seconda partita ufficiale, partita però da disputarsi con "una grande del calcio italiano", e da disputarsi entro 5 anni dall'anno di rinascita societaria. Per tale "seconda partita" si era proposta l'Inter (da poco nata — nel 9 marzo 1908 — e fondata da alcuni soci dissidenti del Milan che ben conoscevano le storie mestrine, avendovi partecipato negli anni 1889-1897, come già detto a proposito della Marziale), ma Padre Roi, presidente e fondatore del Petrarca, all'atto di registrazione della partita giocata, si dimenticherà di comunicarlo ai mestrini, che aspetteranno invano la ricerca della partner "grande" fino al 1914-15 con la scadenza della clausola (per questi motivi, il Mestre non si iscriverà ai campionati di Promozione 1912-13, 1913-14 e 1914-15, voleva iscriversi alla FIGC e debuttare direttamente in Prima Categoria). Poi, con la sospensione dei campionati a causa della prima guerra mondiale faranno si che il Mestre riuscirà ad iscriversi alla Federazione solo nel dicembre 1919 (ed in Promozione, secondo livello della piramide calcistica nazionale). In tale anno il nome della squadra verrà modificato da "Mestre F.C. 1909" ad "A.C. Mestre" e con tale nome sarà iscritto alla F.I.G.C.
L'omologazione del campo dello stadio Francesco Baracca avvenne nel 1919 e fu attraverso un'amichevole con il Giudecca (14 settembre, terminata in pareggio), e con una la domenica successiva (21 settembre, sotto la pioggia e con una notevole partecipazione di pubblico), l'incontro A.C. Mestre-Ardor Venezia, terminato 3-2.
Seguì la "Coppa Luigi Beccari", torneo a 12 squadre a nome del calciatore mestrino deceduto nella prima guerra mondiale svoltosi dal 28 settembre al 25 ottobre 1919), la cui tripla finale, articolatasi negli incontri Spes Mestre-Ardor (risultato ignoto), AC Mestre-Ardor (1-0) e AC Mestre-Spes (2-0), sorrise all'A.C. Mestre, che si aggiudicò il trofeo. Su tutti i tigli del viale Garibaldi vennero affissi dei manifesti osannanti la vittoria della coppa e col risultato del derby mestrino.
Alla sua prima stagione in Promozione 1919-1920 l'A.C. Mestre arrivò 7º ed ultimo (vista la tardiva iscrizione, i giocatori migliori si erano già accasati in altre squadre), ma non erano previste retrocessioni in Terza Categoria perché quest'ultima diventò la categoria in cui erano relegate le società di nuova affiliazione che non potevano permettersi di allestire un campo di gioco avente dimensioni superiori al minimo richiesto dalla F.I.G.C. (90x45), ma soprattutto mancanti della palizzata in legno che avrebbe loro permesso di far pagare il biglietto d'ingresso. È per questo motivo che a lungo andare giocare con "squadre di Terza Categoria" assunse il significato di confrontarsi con squadre in infimo livello.
La stagione successiva 1920-1921 il Mestre sfiorerà l'accesso in Prima Categoria: vincerà il proprio girone con 13 punti sui 16 disponibili ed anche pari merito il Girone finale perdendo poi 1-0 lo spareggio giocato a Vicenza contro la Legnaghese.

L'AC Mestre del 1923 allo stadio Francesco Baracca.

La stagione 1921-1922 vedrà il Mestre non qualificato al Girone finale, mentre dalla stagione successiva, a seguito del "compromesso Colombo" si avrà lo sfoltimento della Prima Categoria e la formazione di una seconda categoria intermedia formata dalle squadre "ex prima" e dalle promosse dalla Promozione, cosicché la precedente seconda (Promozione) diventerà la "terza serie" e prenderà il nome di "Terza Divisione". In tale annata, Mestre arriverà 1º nel girone B della Terza Divisione Veneta e poi 2º nel girone finale.
La stagione successiva 1923-1924 il Mestre si qualificherà secondo ed assieme alla Pro Gorizia si qualificherà al girone finale vinto poi dal L.R. Vicenza (reduce da 2 retrocessioni consecutive).
Il Mestre continuerà i campionati successivi al 3º livello, che dal 1927 diverrà poi 4°. Nell'aprile 1927 nasce anche un nuovo club, il Mestre Foot Ball Club.
Nell'ottobre 1927 (anche sulle notevoli pressioni del regime fascista in fatto di "fusioni" di squadre e loro sfoltimento), nonché a causa della perdita dell'autonomia comunale dell'agosto 1926 di Mestre, che allontanò gli investitori e potenziali interessati allo sport e nome mestrino, si fusero le realtà cittadine A.C. Mestre, Mestre F.B.C. (fondato nell'aprile 1927), Libertas e Spes che daranno luogo alla "Mestrina" che prenderà i diritti sportivi e la tradizione cittadina dell'A.C. Mestre.

## Colori

Lo stemma del comune di Mestre nel 1923 (dopo la concessione della corona turrita)

L'antico stemma mestrino (dal medioevo al 1513).

I colori sociali alla fondazione erano il rosso granata della Reyer.
Al Torneo di Treviso del settembre 1896 alla partita Marziale Mestre-Vittorio Veneto (poi successivamente corretta in Turazza Treviso-Vittorio Veneto) la Marziale prese il colore azzurro dello stemma cittadino mestrino (M.F. - Mestre Fidelissima), mentre le divise azzurre furono prese dai commilitoni delle manifestazioni militari vicine di quei giorni.
L'azzurro resterà da allora il colore ufficiale della Marziale.
Per il Mestre Footbal Club 1909 il colore era ancora l'azzurro, mentre poi per l'AC Mestre (dal 1919) i colori erano il biancorosso (maglia rossa, pantaloncini bianchi) dell'antico "secondo stemma" cittadino (Communitas Mestrensis).

## Campo di gioco
Nel 1893 la chiesa dei Santi Gervasio e Protasio di Carpenedo, tramite la propria società ecclesiastica "300 campi" cede un'area pari alla centesima parte del proprio nome (3 campi - 91,5 x 165 m) alla famiglia Zajotti (non potendosi fare il passaggio diretto Chiesa-Stato senza suscitare clamori) e successivamente nel 1896 gli Zajotti cedono l'area alla "Società Veneta di Sport" guidata dai tre maggiorenti mestrini Nicolò Marcello, Lorenzo Saibante ed Antonio Marini Missana che fanno recintare l'area e chiedono al Comune di Mestre di emettere un'ordinanza per vietare la zona alla caccia ed alla pesca ed inibirne il libero accesso.
La destinazione calcistica al tempo non esisteva, fu deciso pertanto inquadrare l'area come "ippodromo" (anche se a tale scopo non era utilizzata), il che consentiva l'ingresso alle donne ed un biglietto d'ingresso con tassazione fissa al 25% e che permetteva quindi lo svolgimento delle manifestazioni sportive tutte.
Doveva essere quella l'area dove far svolgere le due partite andata e ritorno Marziale Mestre - Società Udinese di Ginnastica e Scherma (sin dal 1892) che poi invece furono spostate nel 1896 a Treviso con l'aggiunta del "Vittorio Veneto" (il "derby" "Internazionale italiano" tra le chiese di Mestre — fino al 1927 Mestre ha chiesa sotto Treviso — Udine e Vittorio Veneto, chiesa austriaca al tempo) e la successiva correzione dei nomi delle squadre partecipanti, togliendo Marziale Mestre e mettendovi Turazza Treviso (Calcio Treviso che gioca infatti in azzurro come i colori della Marziale). Dal 1893 lo stadio è stato utilizzato dalla Marziale e dalle squadre mestrine per i 3 "campionati interni mestrini segreti" (1893, 1894 e 1895) come sopra detto.
L'area sarà inaugurata ufficialmente al calcio solo il 14 settembre 1919 (l'odierno stadio Francesco Baracca) con un'amichevole tra A.C. Mestre e Giudecca, terminata in pareggio e successivamente del 21 settembre (amichevole A.C. Mestre-Ardor Venezia 3-2, sotto la pioggia e con notevole partecipazione di pubblico). 
Lo stadio Francesco Baracca aveva il più grande e lungo campo di gioco del Triveneto, misurava metri 120 x 60.
Oltre a tale area, gli allenamenti delle sezioni calcio di Marziale, Libertas (1902) e S.P.E.S. (1903)  si svolgevano anche nelle aree delle parrocchie e Chiesa mestrina, ed i documenti ci riportano l'uso dell'area "dietro il Cinema Concordia" di via Carducci (nel 1919 detto tratto di strada si chiamava ancora "via Miranese").